# Осево време
Осево време или осева епоха (на немски: Achsenzeit) е понятие, въведено от германския философ Карл Ясперс за обозначаване на периода VIII-III век пр.н.е.
Осевото време заема централно място в книгата на Ясперс „За произхода и целта на историята“ („Vom Ursprung und Ziel der Geschichte“, 1949).. Според него периодът VIII-III век пр.н.е. е уникален в историята на човечеството, тъй като през него в няколко независими центъра - Иран, Индия, Китай, Европа - протича паралелен революционен преход в развитието на философията, религията и културата.